# 珀悦
珀悦（Lohas Park）是澳门的一个私人住宅发展项目，位于澳门路环岛圣方济各教区茉莉街（Rua do Jasmim）33号。 

## 数据
根据土地工务局提供的数据，该项目占地面积 2,260 平方米，提供 217 套住宅、199 个停车位和 10 间商铺。 

## 商业历史
在2023年，该项目在澳门住宅市场交易量位居首位。7000港币的平均价格让市场认为具有一定的吸引力，全年共售出69个单位。
在2025年初，该项目成为澳门住宅开发中唯一实现业绩快速增长的项目，1月份完成80笔大额交易。 